# Науменко Ігор Борисович
Науменко Ігор Борисович (н. 1968 або 1969, Вознесенський район, Миколаївська область, УРСР) — український кримінальний авторитет, «положенець» (рос. смотрящий) за південними регіонами України. Також відомий під прізвиськом «Наум».

## Розслідування

### Вимагання хабаря
3 липня 2017 року Науменка разом із Ігорем Уваровим та Євгеном Грудським було затримано в приміщенні закладу «Картопляна хата» після отримання 20 тис. грн хабаря, який вони вимагали у колишнього менеджера «Миколаївобленерго» Андрія Савова. Судовий розгляд тривав майже 5 років, влітку 2020 року Науменка з поплічниками засудили до п'яти років ув'язнення за ч.2 ст.189 ККУ.
До Науменка було застосовано закон Савченко, тому утримання в СІЗО також було зараховано як понад три роки покарання (з 3 липня 2017 по 2 березня 2018 року та з 16 липня 2020 по 31 травня 2021 року). У травні 2023 року Наум відбув термін ув'язнення і звільнився з Арбузинської виправнрї колонії № 83.

### Звинувачення у створенні злочинної організації
17 липня 2025 року Науменка було затримано Департаментом стратегічних розслідувань в рамках кримінального провадження за ст. 255 «Створення злочинної організації» та 189 ККУ «Вимагання». У поліції заявили, що він координував злочинні структури, контролював колонії та вимагав мільйони в інтересах Росії.
За даними слідства, Науменко повʼязаний зі злодіями у законі, зокрема такими як Шакро Молодий, Коба Руставський, Гелані Сєдой та іншими. Вони контролювали діяльність Наума та обіг кримінальних доходів.